# Езикови технологии
Езиковите технологии обхващат обработката на естествените езици, компютърната лингвистика и технологиите за разпознаване и генериране на реч. Езиковите технологии са тясно свързани с компютърните науки, информационните и комуникационните технологии, изкуствения интелект, лингвистиката и други научни и научно-приложни дисциплини.

## Приложение
Езиковите технологии участват при изграждането на приложенията за автоматичен превод, при създаването на съдържание и при управлението на многоезикова информация и знания на всички европейски езици. Тези технологии подпомагат развитието на езиково базирани интерфейси за различни системи – домашна електротехника, машини и машинни съоръжения, автомобили, компютри и роботи. Съвременните езикови технологии имат и приложение в медиите.

## Езикови технологии за български език
Има редица разработени езикови технологии за български език. Две от основните звена в България за разработване на езикови технологии са Секцията „Лингвистично моделиране и обработка на знания“ към Института по информационни и комуникационни технологии на Българската Академия на Науките (БАН) и Секцията по компютърна лингвистика към Института за български език на БАН.
Наличните езикови технологии за български език включват:
- Автоматична корекция на правопис Ita est! Така е! с версии за Windows и Mac, както и онлайн приложение
- Система за синтезиране на българска реч Speechlab
- Система за търсене в Българския национален корпус: Търсачка на БНК
- Система (конкорданс) за търсене в Българския референтен корпус.
- Българският WordNet: Търсене в BulNet
- Система за управление на съдържанието АТЛАС Архив на оригинала от 2016-03-15 в Wayback Machine.
- Система за мониторинг на поток от съдържание MediaTalk Архив на оригинала от 2020-01-16 в Wayback Machine.
- Различни езикови корпуси и електронни речници